# Linjärgenerator

En linjärgenerator består av en spole i vilken en magnet rör sig fram och tillbaks. Denna rörelse åstadkommer en elektrisk ström. Principen är att den elektriska strömmen induceras genom att magnetfältet som tråden befinner sig  i förändras över tiden. Generatortypen lämpar sig särskilt för tillämpningar som vågkraftverk och ficklampor som laddas genom att skaka dom.